# Lista członków Polskiej Akademii Filmowej
Lista członków Polskiej Akademii Filmowej. Wśród członków są zarówno nominowani, laureaci nagród jak i wybitni przedstawiciele polskiej kinematografii.

## Członkowie
- Witold Adamek
- Andrzej Albin
- Petro Aleksowski
- Janusz Anderman
- Dżamila Ankiewicz
- Michał Arabudzki
- Andrzej Artymowicz
- Fryderyk Babiński(inne języki)
- Wojciech Badiak
- Adam Bajerski
- Filip Bajon
- Albina Barańska
- Andrzej Barański
- Andrzej Barszczyński
- Jarosław Barzan
- Marcin Kot Bastkowski
- Krzysztof Baumiller
- Mateusz Bednarkiewicz
- Ryszard Ber
- Paweł Betley
- Czesław Białczyński
- Joanna Białousz
- Wojciech Biedroń
- Magdalena Biedrzycka
- Anna Biedrzycka-Sheppard
- Irena Biegańska(inne języki)
- Iwona Bielska
- Władysław Bielski
- Daniel Bloom
- Jerzy Blaszyński
- Jacek Bławut
- Katarzyna Boczek
- Jurek Bogajewicz
- Andrzej Bohdanowicz
- Anna Bohdziewicz-Jastrzębska
- Agnieszka Bojanowska
- Włodzimierz Bolecki
- Jacek Borcuch
- Mirosław Bork
- Ewa Borzęcka
- Jacek Braciak
- Lech Brański
- Małgorzata Braszka
- Ewa Braun
- Jacek Brettschneider
- Joszko Broda
- Jacek Bromski
- Ryszard Brylski
- Marek Burgemajster
- Stanisława Celińska
- Iga Cembrzyńska
- Stefan Chazbijewicz
- Maria Chilarecka-Barczyńska
- Tadeusz Chmielewski
- Filip Chodzewicz
- Stefan Chomnicki
- Irena Choryńska
- Marek Chrupała
- Andrzej Chyra
- Magdalena Cielecka
- Małgorzata Corvalan
- Franciszek Czekierda
- Robert Czesak
- Hanna Ćwikło
- Wojciech Danowski
- Grzegorz Daroń
- Wit Dąbal
- Jacek Dąbała
- Maciej Dejczer
- Dariusz Derbich
- Krzesimir Dębski
- Magdalena Dipont
- Mirosław Dobek
- Halina Dobrowolska
- Tomasz Dobrowolski
- Andrzej Domalik
- Barbara Domaradzka
- Piotr Domaradzki
- Tadeusz Drewno
- Maciej Drygas
- Michał Dudziewicz
- Piotr Dumała
- Krzysztof Dumieński
- Zygmunt Duś
- Maciej Dutkiewicz
- Jan Dworak
- Jolanta Dylewska
- Janusz Dymek
- Anna Dymna
- Katarzyna Dzida-Hamela
- Piotr Dzięcioł
- Marian Dziędziel
- Andrzej Dziurawiec
- Paweł Edelman
- Sławomir Fabicki
- Feliks Falk
- Jerzy Fidler
- Milenia Fiedler
- Piotr Figiel
- Katarzyna Figura
- Sławomir Fijałkowski
- Małgorzata Fogel-Gabryś
- Małgorzata Foremniak
- Jolanta Fraszyńska
- Jan Freda
- Barbara Fronc(inne języki)
- Jan Frycz
- Olga Frycz
- Renata Frydrych
- Jerzy Kajetan Frykowski
- Katarzyna Fukacz-Cebula
- Violetta Furmaniuk-Zaorska
- Dariusz Gajewski
- Janusz Gajos
- Janusz Gauer
- Jacek Gawryszczak
- Jacek Gąsiorowski
- Krzysztof Gierat
- Małgorzata Gil
- Przemysław Gintrowski
- Robert Gliński
- Krzysztof Globisz
- Włodzimierz Głodek
- Janusz Głowacki
- Robert Gonera
- Zbigniew Górny
- Andrzej Górny
- Paweł Grabarczyk
- Urszula Grabowska
- Zbigniew Grabowski
- Grażyna Gradoń(inne języki)
- Krzysztof Gradowski
- Andrzej Grembowicz
- Krzysztof Grędziński
- Agnieszka Grochowska
- Teresa Gruber
- Janusz Grudziński
- Anna Gryczyńska
- Mariusz Grzegorzek
- Jolanta Grzenda
- Cezary Grzesiuk(inne języki)
- Maciej Grzywaczewski
- Gene Gutowski
- Małgorzata Gwiazdecka(inne języki)
- Jacek Gwizdała
- Andrzej Haliński
- Zbigniew Hałatek
- Jacek Hamela
- Piotr Hertel
- Jerzy Hoffman
- Agnieszka Holland
- Zbigniew Hołdys
- Jan Hryniak
- Sławomir Idziak
- Dorota Ignaczak
- Janusz Iwański
- Anna Iwaszkiewicz
- Urszula Jabłońska
- Mirosław Jabłoński
- Dariusz Jabłoński
- Monika Jagodzińska
- Andrzej Jakimowski
- Arkadiusz Jakubik
- Krystyna Janda
- Jagna Janicka
- Jerzy Janicki
- Jadwiga Jankowska-Cieślak
- Katarzyna Jarnuszkiewicz
- Marcin Jarnuszkiewicz
- Andrzej J. Jaroszewicz
- Grażyna Jasińska-Wiśniarowska
- Krzysztof Jastrząb
- Ewa Jastrzębska
- Małgorzata Jaworska
- Jerzy Jednorowski
- Andrzej Jeziorek
- Wojciech Jędrkiewicz
- Edyta Jungowska
- Wiesław Jurgała
- Jan A.P. Kaczmarek
- Zdzisław Kaczmarek
- Jan Kaczmarski
- Dorota Kamińska
- Violetta Kamińska
- Jarosław Kamiński
- Jerzy Kapuściński
- Kazimierz Karabasz
- Tomasz Karczewski
- Maciej Karpiński
- Andrzej Kawala
- Jerzy Kawalerowicz
- Grzegorz Kędzierski
- Dorota Kędzierzawska
- Mirosław Kęsiak
- Janusz Kidawa
- Jan Kidawa-Błoński
- Andrzej Kiełczewski
- Krzysztof Kiersznowski
- Wojciech Kilar
- Edward Kłosiński
- Hanna Kłoskowska
- Piotr Knop
- Grażyna Kociniak
- Krystyna Kofta
- Piotr Kokociński
- Jerzy Kolasa
- Jan Jakub Kolski
- Paweł Komorowski
- Barbara Komosińska
- Adrian Konarski
- Jacek Kondracki
- Marek Kondrat
- Zygmunt Konieczny
- Tadeusz Konwicki
- Joanna Kopczyńska
- Krzysztof Kopczyński
- Leszek Kopeć
- Jacek Koprowicz
- Jacek Korcelli
- Natalia Koryncka-Gruz
- Abel Korzeniowski
- Andrzej Korzyński
- Mikołaj Korzyński
- Tadeusz Kosarewicz
- Barbara Kosidowska
- Joanna Kos-Krauze
- Marcin Koszałka
- Łukasz Kośmicki
- Arkadiusz Kośmider
- Tomasz Kot
- Marek Koterski
- Andrzej Kotkowski
- Andrzej Kowal
- Cezary Kowalczuk
- Andrzej Kowalczyk
- Tomasz Kowalkowski
- Przemysław Kowalski
- Anna Kowarska
- Jan Kozikowski
- Grażyna Kozłowska
- Hanna Kramarczuk
- Anna Krasowska
- Antoni Krauze
- Krzysztof Krauze
- Ewa Krauze
- Grzegorz Królikiewicz
- Rafał Królikowski
- Agnieszka Krukówna
- Ryszard Krupa
- Waldemar Krzystek
- Marcin Krzyżanowski
- Dariusz Kuc
- Kamil Kuc
- Jerzy Kucia
- Grzegorz Kuczeriszka
- Wojciech Kuczok
- Zdzisław Kuczyński
- Mariusz Kuczyński
- Marek Kuczyński
- Boris F. Kudlicka
- Błażej Kukla
- Elżbieta Kurkowska
- Kazimierz Kutz
- Henryk Kuźniak
- Stanisław Kuźnik
- Tatiana Kwiatkowska
- Michał Kwieciński
- Tadeusz Lampka
- Paweł Laskowski
- Stefan Laudyn
- Ryszard Lenczewski
- Wojciech Lepianka
- Elena Leszczyńska
- Witold Leszczyński
- Małgorzata Lewandowska
- Andrzej Lewandowski
- Konstanty Lewkowicz
- Bogusław Linda
- Jacek Lipski
- Olaf Lubaszenko
- Barbara Łagowska
- Antoni Łazarkiewicz
- Magdalena Łazarkiewicz
- Piotr Łazarkiewicz
- Ilona Łepkowska
- Grzegorz Łoszewski
- Paweł Łuczyc-Wyhowski
- Jerzy Łukaszewicz
- Mariusz Łukomski
- Małgorzata Łupina
- Ewa Machulska
- Juliusz Machulski
- Magdalena Maciejewska
- Maciej Maciejewski
- Katarzyna Maciejko-Kowalczyk
- Adam Magajewski
- Krzysztof Magowski
- Bronisław Maj
- Krzysztof Majchrzak
- Janusz Majewski
- Lech Majewski
- Paweł Mantorski
- Robert Mańkowski
- Wojciech Marczewski
- Weronika Marczuk-Pazura
- Janusz Margański
- Jerzy Matuszkiewicz
- Maciej Melecki
- Ryszard Melliwa
- Norbert Mędlewski
- Jerzy R. Michaluk
- Tomasz Michałowski
- Mariusz Mielczarek
- Tomasz Miernowski
- Jacek Mierosławski
- Jerzy Mierzejewski
- Piotr Mikucki
- Marek Miller
- Paweł Mirowski
- Teresa Miziołek
- Jacek Ryszard Mocny
- Jacek Moczydłowski
- Jan Mogilnicki
- Andrzej Mol
- Jerzy Morawski
- Janusz Morgenstern
- Bogdan Mozer
- Leszek Możdżer
- Aleksander Mrożek
- Andrzej Mularczyk
- Paweł Mykietyn
- Zdzisław Najda
- Joanna Napieralska
- Halina Nawrocka
- Zbigniew Niciński
- Włodzimierz Niderhaus
- Wojciech Niżyński
- Wojciech Nowak
- Grzegorz Nowak
- Barbara Nowak
- Leopold René Nowak
- Maria Nowakowska-Majcher
- Marek Nowakowski
- Marek Nowicki
- Marek Nowowiejski
- Ryszard Maciej Nyczka
- Małgorzata Orłowska
- Sławomir Orzechowski
- Jacek Osadowski
- Krzysztof Osiecki
- Zbigniew Osiński
- Dominika Ostałowska
- Waldemar Ostanówko
- Barbara Ostapowicz
- Maja Ostaszewska
- Dorota Ostrowska-Orlińska
- Grzegorz Pacek
- Krzysztof Pakulski
- Dariusz Panas
- Ryszard Patkowski
- Jan Kanty Pawluśkiewicz
- Barbara Pec-Ślesicka
- Jan Peszek
- Ewa Petelska
- Jacek Petrycki
- Jerzy Pękalski
- Grzegorz Piątkowski
- Franciszek Pieczka
- Magdalena Piekorz
- Andrzej Piekutowski
- Krzysztof Piesiewicz
- Marek Piestrak
- Leszek Pieszko
- Dariusz Pietrykowski
- Stefan Pindelski
- Radosław Piwowarski
- Marek Piwowski
- Roman Polański
- Andrzej Połeć
- Czesław Paweł Poppe
- Marcin Pospieszalski
- Kinga Preis
- Ola Prószyńska(inne języki)
- Halina Prugar-Ketling
- Krzysztof Ptak
- Krzysztof Raczyński
- Elżbieta Radke
- Stanisław Radwan
- Artur Radźko
- Zbigniew Raj
- Paweł Rakowski
- Andrzej Ramlau
- Jolanta Raszyńska
- Edward Redliński
- Artur Reinhart
- Piotr Reisch
- Sławomir Rogowski
- Ewa Romanowska-Różewicz
- Henryk Romanowski
- Józef Romasz
- Dorota Roqueplo
- Michał Rosa
- Janusz Rosół
- Roland Rowiński
- Kazimierz Rozwałka
- Małgorzata Rożniatowska
- Stanisław Różewicz
- Agnieszka Różycka
- Wanda Różycka-Zborowska
- Andrzej Różycki
- Piotr Rubik
- Katarzyna Rudnik
- Magdalena Jadwiga Rutkiewicz-Luterek
- Natalia Rybicka
- Andrzej Rychcik
- Zbigniew Safjan
- Monika Sajko-Gradowska
- Sławomir Salamon
- Wojciech Saloni-Marczewski
- Jarosław Sander
- Wiesław Saniewski
- Barbara Sass
- Jerzy Satanowski
- Anna Seitz-Wichłacz
- Andrzej Serdiukow
- Andrzej Seweryn
- Ryszard Sibilski
- Dariusz Sidor
- Adam Sikora
- Ireneusz Siwiński(inne języki)
- Ewa Skoczkowska
- Jerzy Skolimowski
- Jerzy Skrepiński
- Józef Skrzek
- Przemysław Skwirczyński
- Ewa Smal
- Wojciech Smarzowski
- Barbara Snarska
- Katarzyna Sobańska
- Witold Sobociński
- Anna Sokołowska-Korcelli
- Jacek Sokołowski
- Bogdan Solle
- Janusz Sosnowski
- Jacek Stachlewski
- Tomasz Stańko
- Wiesława Starska
- Allan Starski
- Piotr Starzak
- Joanna Stasiak-Szafrańska
- Małgorzata Stefaniak
- Andrzej Stempowski
- Danuta Stenka
- Janusz Stokłosa
- Justyna Stolarz
- Anna Strońska
- Irena Strzałkowska
- Maciej Strzembosz
- Maciej Stuhr
- Jerzy Stuhr
- Bolesław Sulik
- Roman Suszyński
- Dariusz Szafrański
- Grażyna Szapołowska
- Waldemar Szarek
- Jerzy Szebesta
- Andrzej Szenajch
- Konrad Szołajski
- Krzysztof Szpetmański
- Jerzy Sztwiertnia
- Piotr Szulkin
- Andrzej Szulkowski
- Borys Szyc
- Włodzimierz Śliwiński
- Paweł Śmietanka
- Jerzy Śnieżawski
- Barbara Śródka-Makówka
- Julita Świercz-Wieczyńska
- Anna Świerkocka
- Maciej Świerkocki
- Tomasz Tarasin
- Kazimierz Tarnas
- Roman Tarwacki
- Marian Terlecki
- Magdalena Tesławska
- Wojciech Todorow
- Arkadiusz Tomiak
- Bartłomiej Topa
- Jerzy Trela
- Marek Trojak
- Piotr Trzaskalski
- Zbigniew Trzciński
- Andrzej Trześniewski
- Andrzej Trzos-Rastawiecki
- Jacek Turewicz
- Leszek Turowski
- Krzysztof Tusiewicz
- Tymon Tymański
- Wojciech Waglewski
- Anna Wagner
- Witold Wajcht
- Andrzej Wajda
- Aleksander Walczak
- Andrzej Rafał Waltenberger
- Grzegorz Warchoł
- Janusz Wąchała
- Paweł Wendorff
- Piotr Wereśniak
- Zbigniew Wichłacz
- Rafał Wieczyński
- Piotr Wierzejski
- Maria Wiłun
- Tomasz Wiszniewski
- Ewa Wiśniewska
- Robert Wiśniewski
- Sławomir Witczak
- Renata Własow-Skóra
- Jolanta Włodarczyk
- Rafał Wnuk
- Krzysztof Wodziński
- Przemysław Wojcieszek
- Piotr Wojtowicz
- Andrzej Wolf
- Nikodem Wołk-Łaniewski
- Leszek Wosiewicz
- Izabela Woźny
- Izabela Wójcik
- Jerzy Wójcik
- Wojciech Wójcik
- Marek Wronko
- Janusz Wróblewski(inne języki)
- Waldemar Wróblewski
- Anna Wunderlich
- Andrzej Wyrozębski
- Małgorzata Zacharska
- Krystyna Zachwatowicz
- Jadwiga Zajiček
- Zbigniew Zamachowski
- Krzysztof Zanussi
- Janusz Zaorski
- Zbigniew Zapasiewicz
- Ernest Zawada
- Dariusz Zawiślak
- Wanda Zeman
- Maciej Zieliński
- Wojciech Zimiński
- Iwona Ziułkowska-Okapiec
- Maria Zmarz-Koczanowicz
- Wiesław Znyk
- Filip Zylber
- Andrzej Żabicki
- Jarosław Żamojda
- Michał Żarnecki
- Michał Żebrowski
- Edward Żebrowski
- Zbigniew Żmigrodzki
- Zbigniew Żmudzki
- Wojciech Żogała
- Marieta Żukowska
- Xawery Żuławski
- Zofia Żydaczewska
- Marek Żydowicz